# Nixon Duarte
Nixon Yubini Duarte (Tocoa, Honduras; 24 de mayo de 1992) es un futbolista hondureño. Juega de defensa central y actualmente es agente libre.

## Trayectoria

### Real España
Tuvo sus inicios en Real España, pero no alcanzó a debutar en primera. 

### Platense
Se inició en el Real España, luego en el 2011 fue transferido al Platense. Su debut en la Liga Nacional fue el 7 de agosto de 2011 en el partido Platense vs Victoria, el cual terminó con victoria a favor de su equipo por 2 goles a 1.

### Honduras Progreso
El 4 de junio de 2016 fue contratado por el Honduras Progreso.

### Juticalpa
El 13 de junio de 2017 fichó por Juticalpa.

### Platense
A mediados de 2018 retornó a Platense y, de la mano del DT Carlos «Carlón» Martínez, se consagró campeón de copa ese año.

## Clubes
| Club              | País     | Año         |
| ----------------- | -------- | ----------- |
| Platense          | Honduras | 2011 - 2016 |
| Honduras Progreso | Honduras | 2016 - 2017 |
| Juticalpa         | Honduras | 2017 - 2018 |
| Platense          | Honduras | 2018        |

## Estadísticas

### Clubes
| Equipo                                           | Div.                | Temporada           | Liga     | Liga  | Copa Nacional | Copa Nacional | Copa Internacional(1) | Copa Internacional(1) | Total    | Total |
| Equipo                                           | Div.                | Temporada           | Partidos | Goles | Partidos      | Goles         | Partidos              | Goles                 | Partidos | Goles |
| Platense Honduras                                | 1.ª                 | 2011-12             | 8        | 0     | 0             | 0             | 0                     | 0                     | 8        | 0     |
| Platense Honduras                                | 1.ª                 | 2012-13             | 24       | 0     | 0             | 0             | 0                     | 0                     | 24       | 0     |
| Platense Honduras                                | 1.ª                 | 2013-14             | 11       | 0     | 0             | 0             | 0                     | 0                     | 11       | 0     |
| Platense Honduras                                | 1.ª                 | 2014-15             | 15       | 1     | 0             | 0             | 0                     | 0                     | 15       | 1     |
| Platense Honduras                                | 1.ª                 | 2015-16             | 33       | 0     | 0             | 0             | 0                     | 0                     | 33       | 0     |
| Platense Honduras                                | Total               | Total               | 91       | 1     | 0             | 0             | 0                     | 0                     | 91       | 1     |
| Honduras Progreso Honduras                       | 1.ª                 | 2016-17             | 36       | 0     | 0             | 0             | 4                     | 0                     | 40       | 0     |
| Honduras Progreso Honduras                       | Total               | Total               | 36       | 0     | 0             | 0             | 4                     | 0                     | 40       | 0     |
| Juticalpa Honduras                               | 1.ª                 | 2017-18             | 14       | 1     | 0             | 0             | 0                     | 0                     | 14       | 1     |
| Juticalpa Honduras                               | Total               | Total               | 14       | 1     | 0             | 0             | 0                     | 0                     | 14       | 1     |
| Platense Honduras                                | 1.ª                 | 2018-19             | 1        | 0     | 0             | 0             | 0                     | 0                     | 1        | 0     |
| Platense Honduras                                | Total               | Total               | 1        | 0     | 0             | 0             | 0                     | 0                     | 1        | 0     |
| Total en su carrera                              | Total en su carrera | Total en su carrera | 142      | 2     | 0             | 0             | 4                     | 0                     | 146      | 2     |
| (1) Incluye datos de la Concacaf Liga Campeones. |                     |                     |          |       |               |               |                       |                       |          |       |

## Palmarés

### Campeonatos nacionales
| Título           | Club     | País     | Año  |
| ---------------- | -------- | -------- | ---- |
| Copa de Honduras | Platense | Honduras | 2018 |